# Midland Bank Championships 1992
Midland Group Championships 1992 — жіночий тенісний турнір, що проходив на закритих кортах з килимовим покриттям Брайтонського центру в Брайтоні (Англія). Належав до турнірів 2-ї категорії в рамках Туру WTA 1992. Відбувсь уп'ятнадцяте і тривав з 20 жовтня до 25 жовтня 1992 року. Перша сіяна Штеффі Граф здобула титул в одиночному розряді, свій п'ятий підряд і шостий загалом на цьому турнірі, й отримала 70 тис. доларів США.

## Фінальна частина

### Одиночний розряд
Штеффі Граф —  Яна Новотна 4–6, 6–4, 7–6(7–3)
- Для Граф це був 7-й титул в одиночному розряді за сезон і 68-й — за кар'єру.

### Парний розряд
Яна Новотна /  Лариса Нейланд —  Кончіта Мартінес /  Радка Зрубакова 6–4, 6–1